# Suchada Meesri
Suchada Meesri (* 11. November 1994) ist eine thailändische Hürdenläuferin, die sich auf die 100-Meter-Distanz spezialisiert hat.

## Sportliche Laufbahn
Erste internationale Erfahrungen sammelte Suchada Meesri im Jahr 2017, als sie bei den Asian Indoor & Martial Arts Games in Aşgabat in 8,56 s die Silbermedaille im 60-Meter-Hürdenlauf hinter Lui Lai Yiu aus Hongkong gewann. Im Jahr darauf nahm sie erstmals an den Asienspielen in Jakarta teil, schied dort aber mit 14,06 s im Vorlauf aus. 2019 belegte sie bei den Südostasienspielen in Capas in 14,08 s den vierten Platz.

## Persönliche Bestleistungen
- 100 m Hürden: 13,99 s (0,0 m/s), 7. Juli 2016 in Bangkok
  - 60 m Hürden (Halle): 8,56 s, 18. September 2017 in Aşgabat